# Edwin Reinecke
Edwin "Ed" Reinecke (Medford, Oregon, 7 de janeiro de 1924 — Laguna Hills, Califórnia, 24 de dezembro de 2016) foi um político dos Estados Unidos, membro do Partido Republicano. Foi membro da Câmara dos Representantes dos Estados Unidos pelo 27º Distrito Congressional da Califórnia entre janeiro de 1965 até janeiro de 1969. Entre janeiro de 1969 a outubro de 1974, foi o vice-governador da Califórnia, durante o governo Ronald Reagan. Em 1974, foi derrotado na primária republicana para governador da Califórnia. Morreu na véspera de Natal de 2016, aos 92 anos, de causas naturais. 